# Nati il 29 dicembre
| Questa pagina contiene informazioni ricavate automaticamente dalle voci biografiche con l'ausilio del template Bio e di un bot. L'aggiornamento è periodico e automatico e ricostruisce completamente la pagina. Se manca una persona in questa lista, sei pregato di non aggiungerla, ma accertati piuttosto che la sua voce biografica contenga il template Bio e che i dati anagrafici siano correttamente compilati. Se il template Bio manca, inseriscilo tu stesso o, in alternativa, metti l'avviso {{tmp\|Bio}} che ne segnala la mancanza. Se i dati riportati sono sbagliati, correggi direttamente la voce biografica; le modifiche saranno visibili in questa lista entro pochi giorni. Per chiarimenti vedi il progetto biografie. La lista contiene solo le 976 persone che sono citate nell'enciclopedia e per le quali è stato implementato correttamente il template Bio. Pagina aggiornata al 13 ago 2025. |

## VIII secolo(1)
- 765 - ʿAlī al-Riḍā († 818)

## XI secolo(1)
- 1019 - Munjong di Goryeo, re coreano († 1083)

## XIII secolo(1)
- 1256 - Ibn al-Banna al-Marrakushi, matematico e astronomo arabo († 1321)

## XVI secolo(5)
- 1536 - Alvise Pasqualigo, scrittore italiano († 1576)
- 1550 - García de Silva y Figueroa, diplomatico spagnolo († 1624)
- 1552 - Enrico I di Borbone-Condé, principe († 1588)
- 1570 - Guglielmo Lamormaini, gesuita e teologo austriaco († 1648)
- 1586 - Francisco de Moncada, diplomatico, militare e scrittore spagnolo († 1635)

## XVII secolo(16)
- 1608 - Maria Polissena Landi, nobile italiana († 1679)
- 1609 - Mario Alberizzi, cardinale italiano († 1680)
- 1609 - Maria Cybo-Malaspina, nobile italiana († 1653)
- 1614 - Curzio Inghirami, archeologo italiano († 1655)
- 1628 - Giacomo Rospigliosi, cardinale italiano († 1684)
- 1634 - Matthias Alban, liutaio austriaco († 1712)
- 1642 - Michelangelo Falvetti, compositore italiano († 1697)
- 1644 - Philips van Almonde, ammiraglio olandese († 1711)
- 1654 - Armand Bazin de Besons, arcivescovo cattolico e politico francese († 1721)
- 1663 - Filippo Ernesto di Hohenlohe-Waldenburg-Schillingsfürst, principe tedesco († 1759)
- 1679 - Vittorio Amedeo Seyssel marchese di Aix, generale italiano († 1754)
- 1692 - Maria Cristina Felicita di Leiningen-Dachsburg-Falkenburg-Heidesheim, nobildonna tedesca († 1734)
- 1693 - Enrico I di Reuss-Greiz, nobile tedesco († 1714)
- 1695 - Giovanni Battista Caracciolo, vescovo cattolico, matematico e filosofo italiano († 1765)
- 1695 - Jean-Baptiste Joseph Pater, pittore francese († 1736)
- 1699 - Friedrich Ludwig Abresch, filologo classico e grecista olandese († 1782)

## XVIII secolo(27)
- 1701 - Giuseppe Pistoi, fantino italiano († 1793)
- 1709 - Elisabetta di Russia, sovrano russa († 1762)
- 1721 - Madame de Pompadour, nobile francese († 1764)
- 1732 - Marc-Antoine Thierry de Ville-d'Avray, nobile francese († 1792)
- 1744 - Francesco Maria Colle, storico italiano († 1815)
- 1744 - Anna Petrovna Šeremeteva, nobildonna russa († 1768)
- 1746 - Saverio Cassar, presbitero e patriota maltese († 1805)
- 1752 - Wilhelmine Enke, tedesca († 1820)
- 1752 - Silvestro Todaro, vescovo cattolico italiano († 1821)
- 1752 - François de Pierre de Bernis, arcivescovo cattolico e politico francese († 1823)
- 1761 - Louis de Sol de Grisolles, generale francese († 1836)
- 1766 - Charles Macintosh, chimico e inventore scozzese († 1843)
- 1767 - Ettore Carafa, militare e patriota italiano († 1799)
- 1772 - Giovanni Biroli, medico, botanico e docente italiano († 1825)
- 1775 - Carlo Rossi, architetto e urbanista italiano († 1849)
- 1776 - Gustaf af Wetterstedt, politico svedese († 1837)
- 1777 - Giovanni Villata, generale italiano († 1843)
- 1778 - Georg Anton Friedrich Ast, filosofo e filologo classico tedesco († 1841)
- 1779 - Raffaele Carrascosa, generale e politico italiano († 1866)
- 1781 - Silvestro Belli, cardinale e vescovo cattolico italiano († 1844)
- 1786 - Luigi Provana del Sabbione, storico e politico italiano († 1856)
- 1788 - Christian Jürgensen Thomsen, archeologo danese († 1865)
- 1788 - Tomás de Zumalacárregui, generale spagnolo († 1835)
- 1792 - Archibald Alison, storico scozzese († 1867)
- 1796 - Ferdinand Petrovič Vrangel', ammiraglio e esploratore russo († 1870)
- 1799 - Emmanuel Le Maout, naturalista e ornitologo francese († 1877)
- 1800 - Charles Goodyear, inventore statunitense († 1860)

## XIX secolo(159)
- 1804 - Erasmus Alvey Darwin, chimico inglese († 1881)
- 1805 - Filippo Tacconi, drammaturgo e attore teatrale italiano († 1870)
- 1806 - Maria Adeodata Pisani, religiosa italiana († 1855)
- 1807 - Domenico Maria Gelmini, vescovo cattolico italiano († 1888)
- 1808 - György Apponyi, politico e diplomatico ungherese († 1899)
- 1808 - Andrew Johnson, politico e militare statunitense († 1875)
- 1809 - William Ewart Gladstone, politico britannico († 1898)
- 1809 - Antonio Musch, compositore, organista e presbitero austriaco († 1888)
- 1809 - Albert Pike, generale, avvocato e scrittore statunitense († 1891)
- 1810 - Ferdinando Augusto Pinelli, generale, storico e politico italiano († 1865)
- 1811 - Heinrich Andreas Christoph Havernick, teologo tedesco († 1845)
- 1811 - Francisco Palau y Quer, presbitero spagnolo († 1872)
- 1812 - John G. Nichols, politico statunitense († 1898)
- 1813 - Alexander Parkes, inventore e chimico inglese († 1890)
- 1816 - Carl Ludwig, cardiologo e fisiologo tedesco († 1895)
- 1820 - Pauline de Talleyrand-Périgord, nobile francese († 1890)
- 1823 - Désiré, baritono e attore teatrale francese († 1873)
- 1823 - Benedetto Maramotti, politico e prefetto italiano († 1896)
- 1827 - Bernhard Sigmund Schultze, ginecologo tedesco († 1919)
- 1828 - Alfredo Cappellini, ufficiale italiano († 1866)
- 1830 - Ezra Meeker, esploratore statunitense († 1928)
- 1831 - Charles Zidler, impresario teatrale francese († 1897)
- 1832 - Gustav Kálnoky, diplomatico austro-ungarico († 1898)
- 1833 - Antonio Zannoni, architetto, ingegnere e archeologo italiano († 1910)
- 1837 - Nicolò Quartieri, politico italiano († 1904)
- 1837 - Batilde di Anhalt-Dessau, principessa tedesca († 1902)
- 1838 - Raffaello Sernesi, pittore e patriota italiano († 1866)
- 1840 - Anton Dohrn, zoologo tedesco († 1909)
- 1840 - Girolamo Masini, scultore italiano († 1885)
- 1840 - Alfonso Simonetti, pittore italiano († 1892)
- 1841 - Johannes Zülle, pittore svizzero († 1938)
- 1843 - William Botting Hemsley, botanico britannico († 1924)
- 1843 - Elisabetta di Wied, sovrana rumena († 1916)
- 1844 - Carlo Mazzei, patriota italiano († 1860)
- 1847 - Gaetano Russo, scultore italiano († 1908)
- 1849 - Richard Bohn, archeologo e architetto tedesco († 1898)
- 1849 - William Cunningham, economista inglese († 1919)
- 1849 - Otto Stoll, antropologo, linguista e etnologo svizzero († 1922)
- 1850 - Valdemar Irminger, pittore danese († 1938)
- 1851 - Luigi Legnani, scultore e pittore italiano († 1910)
- 1854 - Solon Irving Bailey, astronomo statunitense († 1931)
- 1854 - Luigi Conforti, poeta, critico letterario e saggista italiano († 1907)
- 1855 - Vettor Giusti del Giardino, politico e nobile italiano († 1926)
- 1856 - Thomas Joannes Stieltjes, matematico olandese († 1894)
- 1856 - Eduard von Below, militare tedesco († 1942)
- 1857 - Louis Abel-Truchet, pittore francese († 1918)
- 1857 - Luigi De Andreis, ingegnere e politico italiano († 1929)
- 1857 - Heinrich Hess, alpinista, scrittore e imprenditore austriaco († 1944)
- 1859 - Venustiano Carranza, politico e militare messicano († 1920)
- 1859 - Elizabeth Forbes, pittrice canadese († 1912)
- 1859 - Franz Karl Marenzi von Tagliuno und Talgate, generale austro-ungarico († 1940)
- 1859 - Giuseppe Pirastru, poeta italiano († 1931)
- 1860 - Émile Forgue, chirurgo francese († 1943)
- 1860 - Charles Franklin Reaugh, artista, fotografo e insegnante statunitense († 1945)
- 1861 - Kurt Hensel, matematico tedesco († 1941)
- 1861 - Francesco Pujia, magistrato e politico italiano († 1943)
- 1863 - Wilhelm His, medico svizzero († 1934)
- 1863 - Victor Lardanchet, rugbista a 15 francese († 1936)
- 1864 - Juan Benlloch y Vivó, cardinale e arcivescovo cattolico spagnolo († 1926)
- 1864 - Eduard Reimoser, aracnologo austriaco († 1940)
- 1865 - Otis Harlan, attore e doppiatore statunitense († 1940)
- 1868 - Kitamura Tōkoku, poeta e critico letterario giapponese († 1894)
- 1870 - Albert Amrhein, rugbista a 15 tedesco († 1945)
- 1870 - Guido Cinotti, pittore e decoratore italiano († 1932)
- 1871 - Amelia Faraone, cantante italiana († 1929)
- 1871 - Emmanuel Foulon, arciere belga († 1945)
- 1871 - John Leonard, giocatore di curling canadese († 1944)
- 1871 - Giuseppe Motta, avvocato, politico e notaio svizzero († 1940)
- 1871 - Paul Remlinger, medico, batteriologo e virologo francese († 1964)
- 1873 - Carl Otto Lampland, astronomo statunitense († 1951)
- 1874 - François Brandt, canottiere olandese († 1949)
- 1874 - Mark C. Honeywell, imprenditore e inventore statunitense († 1964)
- 1875 - Caroline Frances Cooke, attrice e sceneggiatrice statunitense († 1962)
- 1875 - Nicodemo Del Vasto, magistrato e politico italiano († 1940)
- 1875 - Lionel Giles, orientalista, scrittore e filosofo britannico († 1958)
- 1876 - Pau Casals, violoncellista, compositore e direttore d'orchestra spagnolo († 1973)
- 1876 - Nikolas Stam, missionario e vescovo cattolico olandese († 1949)
- 1876 - Lionel Tertis, violista inglese († 1975)
- 1877 - Max Hess, ginnasta e multiplista statunitense († 1969)
- 1877 - Antonio Leoni, politico, avvocato e magistrato italiano († 1936)
- 1878 - Samuel Day, calciatore inglese († 1950)
- 1878 - Marthe Niel, aviatrice francese († 1928)
- 1878 - Pierre Rousselot, presbitero, teologo e filosofo francese († 1915)
- 1879 - Roberto Galletti, ingegnere italiano († 1932)
- 1879 - Gerald Logan, hockeista su prato britannico († 1951)
- 1879 - Witold Wojtkiewicz, pittore polacco († 1909)
- 1880 - Ugo Napoleone Giuseppe Broggi, matematico italiano († 1965)
- 1880 - Aharon Abraham Kabak, scrittore lituano († 1944)
- 1880 - Carlo Rossi, generale italiano († 1967)
- 1880 - Aleksandr Samojlovič, linguista russo († 1938)
- 1880 - Nikolaj Nikolaevič Sapunov, pittore e scenografo russo († 1912)
- 1881 - Scott Leary, nuotatore statunitense († 1958)
- 1881 - Enrico Mastracchi, giornalista, sindacalista e politico italiano († 1945)
- 1881 - Paul Rosenberg, mercante d'arte e gallerista francese († 1959)
- 1881 - Jules Védrines, aviatore francese († 1919)
- 1881 - Jess Willard, pugile statunitense († 1968)
- 1883 - Ugo Pistolesi, tiratore a segno italiano († 1974)
- 1883 - Forrest Taylor, attore statunitense († 1965)
- 1884 - Maurice Tillette, calciatore francese († 1973)
- 1885 - Lilli Beck, attrice cinematografica e attrice teatrale danese († 1939)
- 1885 - Alfredo Boccolini, attore italiano († 1957)
- 1885 - Raffaele Calzini, giornalista, critico d'arte e critico letterario italiano († 1953)
- 1885 - Daniil Semënovič Ėl'men', imprenditore, economista e politico russo († 1932)
- 1885 - Nadežda Udal'cova, artista sovietica († 1961)
- 1886 - Mario Fiore, militare italiano († 1918)
- 1886 - Norman Hallows, mezzofondista britannico († 1968)
- 1886 - Leslie Rich, nuotatore statunitense († 1969)
- 1887 - Torquato Fraccon, partigiano e politico italiano († 1945)
- 1888 - Gustavo Barroso, scrittore, politico e avvocato brasiliano († 1957)
- 1888 - Josef Beran, cardinale e arcivescovo cattolico ceco († 1969)
- 1888 - Antonio Ferrarese, politico italiano († 1959)
- 1888 - Charles Godefroy, aviatore francese († 1958)
- 1889 - Josef Fanta, allenatore di calcio e arbitro di calcio cecoslovacco († 1960)
- 1889 - Herman Myhrberg, calciatore svedese († 1919)
- 1889 - Arrigo Tassinari, flautista italiano († 1988)
- 1890 - Salvatore Aldisio, politico italiano († 1964)
- 1890 - Josef Brandstetter, calciatore austriaco († 1945)
- 1890 - Käthe Dorsch, attrice tedesca († 1957)
- 1890 - Giovanni Frau, supercentenario italiano († 2003)
- 1890 - Pier Angelo Mazzolotti, regista e sceneggiatore italiano († 1972)
- 1890 - Yves Nat, pianista e compositore francese († 1956)
- 1890 - Gabriele Parolari, generale e politico italiano († 1949)
- 1890 - Enzo Petraccone, scrittore e giornalista italiano († 1918)
- 1891 - Gustav Edén, calciatore norvegese († 1966)
- 1891 - Béla Imrédy, politico ungherese († 1946)
- 1891 - George Marshall, regista, sceneggiatore e attore statunitense († 1975)
- 1891 - Alphonse Van Mele, ginnasta belga († 1972)
- 1891 - Luigi Olivari, ufficiale e aviatore italiano († 1917)
- 1892 - Aleksandr Aleksandrovič Archangel'skij, ingegnere aeronautico sovietico († 1978)
- 1892 - Otto Jungtow, calciatore tedesco († 1959)
- 1893 - Berthold Bartosch, animatore e regista ceco († 1968)
- 1893 - Vera Brittain, scrittrice, pacifista e giornalista britannica († 1970)
- 1893 - Edna Flugrath, attrice statunitense († 1966)
- 1893 - Agne Holmström, velocista svedese († 1949)
- 1894 - Doris Pawn, attrice statunitense († 1988)
- 1894 - Eugenio Puppo, calciatore italiano
- 1894 - Karl Urban, aviatore austro-ungarico († 1918)
- 1895 - Brigitte Herbst, tedesca († 1959)
- 1895 - Jerzy Hryniewski, politico polacco († 1978)
- 1895 - Giovanni Orsomando, compositore e direttore di banda italiano († 1988)
- 1895 - Augusto Persico, maratoneta italiano († 1967)
- 1896 - David Alfaro Siqueiros, pittore messicano († 1974)
- 1896 - Paul Bauer, alpinista, avvocato e scrittore tedesco († 1990)
- 1896 - Edoardo Corsi, scrittore italiano († 1965)
- 1896 - Oswald Kabasta, musicista e direttore d'orchestra austriaco († 1946)
- 1896 - François Langers, calciatore lussemburghese († 1929)
- 1897 - Anselm Ahlfors, lottatore finlandese († 1974)
- 1897 - Aristide Viale, allenatore di calcio e calciatore italiano († 1940)
- 1898 - Elsa Gidlow, poetessa, giornalista e attivista britannica († 1986)
- 1898 - Jeanne Leleu, pianista e compositrice francese († 1979)
- 1898 - Adriano Rodoni, dirigente sportivo italiano († 1985)
- 1899 - Vera Fëdorovna Gaze, astronoma sovietica († 1954)
- 1899 - Władysław Krupa, calciatore polacco († 1969)
- 1899 - Nie Rongzhen, generale e politico cinese († 1992)
- 1900 - Giuseppe Gardella, medico italiano († 1964)
- 1900 - René Grimm, calciatore svizzero († 1991)
- 1900 - Nicolas Hoydonckx, calciatore belga († 1985)
- 1900 - Luigi Modoni, calciatore italiano
- 1900 - Riccardo Panzacchi, calciatore italiano

## XX secolo(747)
- 1901 - Emanuel Löffler, ginnasta cecoslovacco († 1986)
- 1902 - Gino Brogi, pittore italiano († 1989)
- 1902 - Gustav Adolf Nosske, avvocato e agente segreto tedesco († 1986)
- 1903 - Candido Portinari, pittore brasiliano († 1962)
- 1903 - Gabriele Gilardoni, calciatore svizzero († 1996)
- 1904 - Michele Abruzzo, attore italiano († 1996)
- 1904 - Pëtr Gusev, ballerino, coreografo e direttore artistico sovietico († 1987)
- 1905 - Luigi Castello, calciatore e allenatore di calcio italiano
- 1905 - René Lemoine, schermidore francese († 1995)
- 1905 - Raffaele Rivolo, calciatore italiano († 1967)
- 1906 - Ercoliano Bazoli, politico e avvocato italiano († 1996)
- 1906 - Sigfrido Costa, calciatore italiano
- 1906 - Anatolij Fëdorovič Kapustinskij, chimico sovietico († 1960)
- 1906 - Enrico Tosi, politico italiano († 1962)
- 1907 - Arne Børresen, calciatore norvegese († 1947)
- 1907 - Freda Jackson, attrice britannica († 1990)
- 1908 - Claire Dodd, attrice statunitense († 1973)
- 1908 - Gyula Futó, calciatore ungherese († 1977)
- 1908 - Helmut Gollwitzer, teologo e scrittore tedesco († 1993)
- 1908 - George Mills, calciatore britannico († 1970)
- 1909 - Giuseppe Alpino, politico italiano († 1976)
- 1909 - Sam Barkas, calciatore inglese († 1989)
- 1909 - Eduardo Mourinha, calciatore portoghese († 1990)
- 1909 - Armando Riso, calciatore italiano
- 1910 - Ronald Coase, economista britannico († 2013)
- 1910 - Ruth Hall, attrice statunitense († 2003)
- 1910 - Henri Thomasson, scrittore e mistico francese († 1997)
- 1910 - Gunnar Thoroddsen, politico islandese († 1983)
- 1911 - André Claveau, cantante francese († 2003)
- 1911 - Klaus Fuchs, fisico tedesco († 1988)
- 1911 - Miklós Kovács, calciatore e allenatore di calcio rumeno († 1977)
- 1911 - Alf Martinsen, calciatore norvegese († 1988)
- 1912 - Aleksandr Jakovlevič Bereznjak, ingegnere sovietico († 1974)
- 1912 - Peggy Glanville-Hicks, compositrice e critica musicale australiana († 1990)
- 1912 - Renato Mieli, giornalista italiano († 1991)
- 1913 - Roderic Alfred Gregory, fisiologo britannico († 1990)
- 1913 - Lucien Jasseron, calciatore e allenatore di calcio francese († 1999)
- 1913 - Chalima Nas'irova, soprano, attrice e politica sovietica († 2003)
- 1913 - Karel Schmuck, pallanuotista cecoslovacco
- 1913 - Pierre Werner, politico lussemburghese († 2002)
- 1914 - Zainul Abedin, pittore bangladese († 1976)
- 1914 - Domènec Balmanya, calciatore e allenatore di calcio spagnolo († 2002)
- 1914 - Roberto Pagnani, collezionista d'arte italiano († 1965)
- 1914 - Billy Tipton, compositore e musicista statunitense († 1989)
- 1914 - Alfred Vohrer, regista, sceneggiatore e attore tedesco († 1986)
- 1915 - Remo Gaibazzi, pittore italiano († 1994)
- 1915 - Alberto Gomes, calciatore e allenatore di calcio portoghese († 1992)
- 1915 - Charles Leonard Harness, scrittore di fantascienza statunitense († 2005)
- 1915 - Carlo Mendel, partigiano italiano († 1943)
- 1915 - Pio Roba, poeta e pittore italiano († 1999)
- 1915 - Edgardo Sogno, diplomatico, partigiano e politico italiano († 2000)
- 1915 - Jo Van Fleet, attrice statunitense († 1996)
- 1916 - Giovanni Magistrini, militare e aviatore italiano († 1937)
- 1916 - Sergio Magri, militare e aviatore italiano († 1938)
- 1916 - Nicolae Sotir, pallavolista e allenatore di pallavolo rumeno († 1991)
- 1917 - Hartney J. Arthur, attore e regista australiano († 2004)
- 1917 - David Hampshire, pilota automobilistico britannico († 1990)
- 1917 - Manuel Martin, calciatore statunitense († 1997)
- 1917 - Barbara Read, attrice canadese († 1963)
- 1917 - Ramanand Sagar, regista, sceneggiatore e produttore cinematografico indiano († 2005)
- 1918 - Edoardo Perna, avvocato, partigiano e politico italiano († 1988)
- 1918 - Mado Robin, soprano francese († 1960)
- 1919 - Pietro Bonannini, militare e aviatore italiano († 1961)
- 1919 - Edward Jarczyński, cestista polacco († 1989)
- 1919 - Roman Vlad, compositore, musicologo e pianista rumeno († 2013)
- 1920 - Enzo Faraoni, pittore italiano († 2017)
- 1920 - Marija Nikolaevna Fёdorova, regista sovietico († 1968)
- 1920 - Josefa Iloilo, politico figiano († 2011)
- 1920 - Brett King, attore statunitense († 1999)
- 1920 - Viveca Lindfors, attrice svedese († 1995)
- 1921 - Moshe Bejski, magistrato israeliano († 2007)
- 1921 - Marcel Bitsch, compositore, musicologo e insegnante francese († 2011)
- 1921 - Serafino Cellini, aviatore e partigiano italiano († 1943)
- 1921 - Franz Gabl, sciatore alpino austriaco († 2014)
- 1921 - Vladka Meed, partigiana, scrittrice e superstite dell'Olocausto polacca († 2012)
- 1921 - Dobrica Ćosić, politico e scrittore jugoslavo († 2014)
- 1922 - William Gaddis, scrittore statunitense († 1998)
- 1922 - Heinz Marquardt, aviatore tedesco († 2003)
- 1922 - Mino Trafeli, scultore e partigiano italiano († 2018)
- 1923 - Cheikh Anta Diop, storico e antropologo senegalese († 1986)
- 1923 - Bill Coulthard, cestista canadese († 2005)
- 1923 - Lily Ebert, superstite dell'Olocausto ungherese († 2024)
- 1923 - Rafael García Repullo, calciatore e allenatore di calcio spagnolo († 2000)
- 1923 - Dina Merrill, attrice statunitense († 2017)
- 1923 - Shlomo Venezia, scrittore e superstite dell'Olocausto italiano († 2012)
- 1924 - Hiroshi Kagawa, giornalista giapponese († 2024)
- 1924 - Kim Song-ae, politica nordcoreana († 2014)
- 1924 - Davey Lee, attore statunitense († 2008)
- 1924 - Alvaro Nuvoloni, pugile e cantante italiano († 1986)
- 1925 - Keshav Dutt, hockeista su prato indiano († 2021)
- 1925 - Roman Gribbs, politico statunitense († 2016)
- 1925 - Luis Alberto Monge Álvarez, politico costaricano († 2016)
- 1925 - Sergio Nanotti, hockeista su pista e allenatore di hockey su pista italiano († 2001)
- 1925 - Antonino Pietta, calciatore italiano
- 1925 - István Szondy, pentatleta e cavaliere ungherese († 2017)
- 1926 - Liliana Feldmann, attrice teatrale, doppiatrice e cantante italiana († 2020)
- 1926 - Lautaro Murúa, attore, regista e sceneggiatore cileno († 1995)
- 1926 - Luigi Passoni, partigiano e politico italiano († 2005)
- 1926 - Odd Pettersen, calciatore norvegese († 2008)
- 1926 - Eddy Tiel, hockeista su prato olandese († 1993)
- 1927 - Giorgio Capitani, regista, sceneggiatore e attore italiano († 2017)
- 1927 - Yehoshua Glazer, calciatore israeliano († 2018)
- 1927 - Evan Jones, sceneggiatore giamaicano († 2012)
- 1927 - Leon J. Kamin, psicologo statunitense († 2017)
- 1927 - Robert M. Kingdon, storico statunitense († 2010)
- 1927 - Andy Stanfield, velocista statunitense († 1985)
- 1928 - Clifford Edmund Bosworth, storico, iranista e arabista britannico († 2015)
- 1928 - Bernard Cribbins, attore britannico († 2022)
- 1928 - Elvio Fachinelli, psichiatra, psicoanalista e pedagogista italiano († 1989)
- 1928 - Yao Hua-qing, cestista taiwanese
- 1929 - Theodore V. Buttrey Jr., educatore, numismatico e storico statunitense († 2018)
- 1929 - Richard Dyer, schermidore statunitense († 2004)
- 1929 - Jürgen Ehlers, fisico tedesco († 2008)
- 1929 - Jaime Gómez, calciatore messicano († 2008)
- 1929 - André Louf, religioso, teologo e biblista belga († 2010)
- 1929 - Galina Minaičeva, ginnasta sovietica († 2025)
- 1929 - Matt Murphy, chitarrista statunitense († 2018)
- 1929 - Ugo Pozzan, allenatore di calcio e calciatore italiano († 1973)
- 1930 - Stefano Altieri, attore italiano († 2024)
- 1930 - Guillermo Díaz Zambrano, calciatore cileno († 1997)
- 1930 - Rebecca Pan, cantante e attrice cinese
- 1930 - Vladimir Ryžkin, calciatore sovietico († 2011)
- 1930 - Battista Tresoldi, calciatore italiano († 1978)
- 1931 - Stasys Stonkus, cestista sovietico († 2012)
- 1932 - Serge Merlin, attore francese († 2019)
- 1932 - Eva Rönström, ginnasta svedese († 2021)
- 1932 - Walter Schröder, canottiere e scrittore tedesco († 2022)
- 1932 - Cornelio Sommaruga, diplomatico e funzionario svizzero († 2024)
- 1932 - Inga Swenson, attrice statunitense († 2023)
- 1933 - Giorgio Golin, organista, compositore e direttore di coro italiano († 2006)
- 1933 - Joseph Maher, attore irlandese († 1998)
- 1933 - Milly Scott, cantante, conduttrice televisiva e attrice televisiva olandese
- 1933 - Fred Thurston, giocatore di football americano statunitense († 2014)
- 1933 - Guillaume Van Tongerloo, ciclista su strada e pistard belga († 2017)
- 1934 - Camillo Bazzoni, regista e direttore della fotografia italiano († 2020)
- 1934 - Forough Farrokhzad, poetessa e regista iraniana († 1967)
- 1934 - Ed Flanders, attore statunitense († 1995)
- 1934 - Rodolfo Kuhn, regista, sceneggiatore e produttore cinematografico argentino († 1987)
- 1934 - Carlo Maria Maggi, terrorista italiano († 2018)
- 1934 - Vladimir Safronov, pugile sovietico († 1979)
- 1934 - Valentina Stenina, ex pattinatrice di velocità su ghiaccio sovietica
- 1935 - Roberto Lasagna, politico italiano
- 1935 - Evgenij Rejn, poeta e critico letterario russo
- 1936 - Pierre Hanon, calciatore belga († 2017)
- 1936 - Ray Nitschke, giocatore di football americano statunitense († 1998)
- 1936 - Jo Pestum, scrittore e sceneggiatore tedesco († 2020)
- 1936 - Dido Sacchettoni, scrittore e giornalista italiano († 2018)
- 1936 - Mary Tyler Moore, attrice statunitense († 2017)
- 1937 - Karel De Vis, pallanuotista belga
- 1937 - Paolo Ferrari, ex calciatore italiano
- 1937 - Maumoon Abdul Gayoom, politico maldiviano
- 1937 - Barbara Steele, attrice britannica
- 1937 - Elkan Tedeev, lottatore sovietico († 1984)
- 1938 - Bart Berman, pianista e compositore olandese
- 1938 - Aldo Bottin, politico italiano
- 1938 - Carlos Grudiña, ex calciatore argentino
- 1938 - James B. Kaler, astronomo e scrittore statunitense († 2022)
- 1938 - Gianluigi Saccaro, schermidore italiano († 2021)
- 1938 - Cornelia Sideri, canoista rumena († 2017)
- 1938 - Angelo Tosato, biblista italiano († 1999)
- 1938 - Jon Voight, attore statunitense
- 1939 - Maria Clementina Anuarite Nengapeta, religiosa della Repubblica Democratica del Congo († 1964)
- 1939 - Ed Bruce, cantautore e attore statunitense († 2021)
- 1939 - Giancarlo Guerrini, pallanuotista italiano († 2025)
- 1939 - Helmut Kelleners, ex pilota automobilistico tedesco
- 1939 - Jürgen Kluge, ex pallanuotista tedesco orientale
- 1939 - Eugenio Mayer, fondista italiano († 2015)
- 1939 - Carlo Novelli, pittore e scultore italiano († 2010)
- 1939 - Birgitta Wängberg, ex nuotatrice svedese
- 1940 - Marzio Bonferroni, saggista italiano († 2022)
- 1940 - Giancarlo Borra, politico italiano
- 1940 - Bruno Carmeni, judoka italiano
- 1940 - Nestor Combin, ex calciatore argentino
- 1940 - Jeannot Gilbert, ex hockeista su ghiaccio canadese
- 1940 - Tomás Gutiérrez Ferrer, cestista portoricano († 2018)
- 1940 - Peter Koelewijn, cantautore e produttore discografico olandese
- 1940 - Brigitte Kronauer, scrittrice tedesca († 2019)
- 1941 - Daphne Arden, ex velocista britannica
- 1941 - Giovanni Gallavotti, fisico e matematico italiano
- 1941 - Borys Hudyma, diplomatico ucraino
- 1941 - Adam Kuper, antropologo britannico
- 1941 - Tarita Teriipia, attrice francese
- 1941 - Ray Thomas, flautista e cantante britannico († 2018)
- 1941 - Paolo Toth, scienziato e ingegnere italiano
- 1942 - Mario Cantarelli, allenatore di calcio e ex calciatore italiano
- 1942 - Jack Keller, giocatore di poker statunitense († 2003)
- 1942 - Rajesh Khanna, attore e politico indiano († 2012)
- 1942 - Cesare Mirabelli, giurista italiano
- 1942 - Óscar Rodríguez Maradiaga, cardinale e arcivescovo cattolico honduregno
- 1943 - Claudio Agnisetta, ex canoista italiano
- 1943 - Rick Danko, bassista e cantante canadese († 1999)
- 1943 - Einar Halle, ex arbitro di calcio e ex calciatore norvegese
- 1943 - Larry Hurtado, storico delle religioni e teologo statunitense († 2019)
- 1943 - Jürgen Kluckert, attore, doppiatore e conduttore radiofonico tedesco († 2023)
- 1943 - Hanja Maij-Weggen, politica olandese
- 1943 - Ron Perry, ex cestista statunitense
- 1944 - Gilbert Adair, scrittore, critico cinematografico e giornalista britannico († 2011)
- 1944 - Carlos Cardoso, allenatore di calcio e ex calciatore portoghese
- 1944 - Joseph Dauben, storico della scienza statunitense
- 1944 - Josef Elting, ex calciatore tedesco occidentale
- 1945 - Francesco Dal Co, storico dell'architettura, teorico dell'architettura e curatore editoriale italiano
- 1946 - Jacques André Bertrand, scrittore francese († 2022)
- 1946 - Olimpia Carlisi, attrice italiana
- 1946 - Claudio De Tassis, ex sciatore alpino italiano
- 1946 - Piero Dorfles, giornalista, critico letterario e personaggio televisivo italiano
- 1946 - Marianne Faithfull, cantante e attrice britannica († 2025)
- 1946 - Sergije Krešić, allenatore di calcio e ex calciatore croato
- 1946 - Agla Marsili, attrice italiana († 2010)
- 1946 - Bud Ogden, ex cestista statunitense
- 1946 - Terto, calciatore brasiliano († 2024)
- 1946 - Giorgio Usai, tastierista e cantante italiano
- 1947 - Didi Balboni, cantante italiana
- 1947 - Amata Coleman Radewagen, politica statunitense
- 1947 - Ted Danson, attore statunitense
- 1947 - Thomas Huschke, ex pistard tedesco
- 1947 - James Jacks, produttore cinematografico statunitense († 2014)
- 1947 - Cozy Powell, batterista britannico († 1998)
- 1947 - Bill Schmidt, ex giavellottista statunitense
- 1947 - Vincent Winter, attore scozzese († 1998)
- 1948 - Thom Karremans, ex militare olandese
- 1948 - Eugenio Pazzaglia, calciatore italiano († 2021)
- 1948 - Peter Robinson, politico britannico
- 1948 - Errol Thompson, produttore discografico giamaicano († 2004)
- 1949 - Phil Boggs, tuffatore statunitense († 1990)
- 1949 - Karl-Heinz Kalbfell, dirigente d'azienda tedesco († 2013)
- 1949 - Ian Livingstone, autore di giochi e imprenditore britannico
- 1950 - Géza Csapó, canoista ungherese († 2022)
- 1950 - Joe Gilliam, giocatore di football americano statunitense († 2000)
- 1950 - Luisella Pavan-Woolfe, diplomatica italiana
- 1950 - Jon Polito, attore statunitense († 2016)
- 1951 - Nancy Darsch, allenatrice di pallacanestro statunitense († 2020)
- 1951 - Yvonne Elliman, cantante statunitense
- 1951 - Hilary Green, ex danzatrice su ghiaccio britannica
- 1951 - Alfonso Lentini, scrittore e artista italiano
- 1951 - Laurel Massé, cantante statunitense
- 1951 - Randy Pfund, allenatore di pallacanestro e dirigente sportivo statunitense
- 1951 - Christian Sarramagna, allenatore di calcio e ex calciatore francese
- 1951 - Trần Ngọc Định, artista marziale vietnamita
- 1951 - Mike deGruy, direttore della fotografia statunitense († 2012)
- 1952 - Stefano Cagliano, medico e divulgatore scientifico italiano
- 1952 - João Dickson Carvalho, ex calciatore brasiliano
- 1952 - Gelsey Kirkland, ex ballerina statunitense
- 1952 - Rudy Lenners, batterista belga
- 1952 - Joe Lovano, sassofonista, clarinettista e flautista statunitense
- 1952 - Flavio Miozzo, dirigente sportivo e ex ciclista su strada italiano
- 1953 - Gali Atari, cantante e attrice israeliana
- 1953 - Thomas Bach, dirigente sportivo e ex schermidore tedesco
- 1953 - Pierluigi Bertazzo, bobbista italiano
- 1953 - Emill Hagens, ex cestista olandese
- 1953 - Augusto Mancinelli, chitarrista e compositore italiano († 2008)
- 1953 - Matthias Platzeck, politico tedesco
- 1953 - Kate Schmidt, ex giavellottista statunitense
- 1953 - Joseph Vitale, scrittore e musicista statunitense
- 1953 - Stanley Williams, criminale, attivista e scrittore statunitense († 2005)
- 1953 - Charlayne Woodard, attrice statunitense
- 1954 - Lars Erik Eriksen, ex fondista norvegese
- 1954 - Norihito, principe Takamado, principe giapponese († 2002)
- 1954 - Eduardo Saporiti, ex calciatore argentino
- 1955 - Jim Allen, ex cestista statunitense
- 1955 - Chubby Cox, ex cestista statunitense
- 1955 - Angelo Farrugia, politico maltese
- 1955 - Antonio Iezzi, ex calciatore belga
- 1955 - Federico Pinedo, politico argentino
- 1955 - Pavel Složil, ex tennista e allenatore di tennis ceco
- 1955 - Jan Versleijen, allenatore di calcio e dirigente sportivo olandese
- 1956 - Christine Errath, ex pattinatrice artistica su ghiaccio tedesca
- 1956 - Alejandra Krauss, politica e avvocata cilena
- 1956 - Jim Shepard, scrittore statunitense
- 1957 - Bruce Beutler, immunologo statunitense
- 1957 - Oliver Hirschbiegel, regista tedesco
- 1957 - Tim Witherspoon, pugile statunitense
- 1958 - Achmednabi Achmednabiev, giornalista russo († 2013)
- 1958 - Stefano Allievi, sociologo italiano
- 1958 - Lakhdar Belloumi, allenatore di calcio, ex calciatore e giocatore di calcio a 5 algerino
- 1958 - Nancy Currie, ex astronauta e ingegnere statunitense
- 1958 - Milagros Germán, conduttrice televisiva e attrice dominicana
- 1958 - Sigitas Jakubauskas, ex calciatore sovietico
- 1958 - Christophe Steiner, politico monegasco
- 1958 - Bobby Weaver, ex lottatore statunitense
- 1959 - Patricia Clarkson, attrice statunitense
- 1959 - Ann Demeulemeester, stilista belga
- 1959 - John Helt, ex calciatore danese
- 1959 - László Kövér, politico ungherese
- 1959 - Vladimir Aleksandrovič Mau, economista russo
- 1959 - Martin Moran, attore e scrittore statunitense
- 1959 - Ritsuko Okazaki, cantante giapponese († 2004)
- 1959 - Paula Poundstone, comica e attrice statunitense
- 1959 - Marco Antonio Solís, musicista e cantante messicano
- 1960 - Carola Anding, ex fondista tedesca orientale
- 1960 - Jeff Campitelli, batterista statunitense
- 1960 - Daniele Fontecchio, ex ostacolista italiano
- 1960 - Grant Llewellyn, direttore d'orchestra gallese
- 1960 - Thomas Lubanga, criminale di guerra e generale della Repubblica Democratica del Congo
- 1960 - James Martin, gesuita e scrittore statunitense
- 1960 - Stefano Mondini, doppiatore, attore e direttore del doppiaggio italiano
- 1960 - Luca Scribani Rossi, tiratore a volo italiano
- 1961 - Massimo Cerofolini, giornalista, conduttore radiofonico e sceneggiatore italiano
- 1961 - Andreas Charitou, ex calciatore cipriota
- 1961 - Meschac Gaba, artista beninese
- 1961 - Savina Geršak, attrice slovena
- 1961 - Jean-Baptiste Lafond, ex rugbista a 15 e dirigente sportivo francese
- 1961 - Luigi Pachì, editore, giornalista e scrittore italiano
- 1961 - Ilija Vălov, calciatore e allenatore di calcio bulgaro († 2024)
- 1962 - Stefano Bertacco, politico italiano († 2020)
- 1962 - Filippo D'Arpa, scrittore, giornalista e drammaturgo italiano
- 1962 - Cristiano De André, cantautore e polistrumentista italiano
- 1962 - Maurizio Donte, poeta italiano
- 1962 - Jari Europaeus, allenatore di calcio e ex calciatore finlandese
- 1962 - Francesco Saverio Garofani, politico e giornalista italiano
- 1962 - Simona Paggi, montatrice italiana
- 1962 - Carles Puigdemont, politico e giornalista spagnolo
- 1962 - Sergej Rjachovskij, serial killer russo († 2007)
- 1962 - Wynton Rufer, allenatore di calcio e ex calciatore neozelandese
- 1962 - Barry Wilmore, ex astronauta statunitense
- 1963 - Andrea Aghini, pilota di rally italiano
- 1963 - Guillaume Aretos, attore, doppiatore e scenografo francese
- 1963 - Julian Bleach, attore britannico
- 1963 - Rolf Furuly, ex calciatore norvegese
- 1963 - Kim Moon-soo, ex giocatore di badminton sudcoreano
- 1963 - Ulf Kristersson, politico svedese
- 1963 - Pietro Leonardi, dirigente sportivo italiano
- 1963 - Dave McKean, fumettista, illustratore e regista britannico
- 1963 - Sean Payton, ex giocatore di football americano e allenatore di football americano statunitense
- 1963 - Luis Carlos Perea, ex calciatore colombiano
- 1963 - Graciano Rocchigiani, pugile tedesco († 2018)
- 1963 - Liisa Savijarvi, ex sciatrice alpina canadese
- 1963 - David William Valencia Antonio, vescovo cattolico filippino
- 1964 - Jurij Baturenko, ex calciatore e allenatore di calcio tagiko
- 1964 - Michael Cudlitz, attore statunitense
- 1964 - José Luis Fernández, attore spagnolo
- 1964 - Nicola Fanucchi, attore e regista italiano
- 1964 - Marco Ferrante, giornalista e scrittore italiano
- 1964 - Svatava Kysilková, ex cestista cecoslovacca
- 1964 - Christine Leunens, scrittrice neozelandese
- 1964 - John Loyer, allenatore di pallacanestro statunitense
- 1964 - Mauricinho, ex calciatore brasiliano
- 1964 - Assuntela Messina, politica italiana
- 1964 - Thomas Jessayyan Netto, arcivescovo cattolico indiano
- 1964 - Philip Ridley, artista, scrittore e drammaturgo inglese
- 1964 - Martine Robine, modella francese
- 1964 - Leticia Torres, ex atleta paralimpica messicana
- 1965 - David Delfino, ex hockeista su ghiaccio statunitense
- 1965 - Dexter Holland, cantante e chitarrista statunitense
- 1965 - Adolfo Jara, ex calciatore e ex giocatore di calcio a 5 paraguaiano
- 1965 - Luis Jara, ex calciatore e ex giocatore di calcio a 5 paraguaiano
- 1965 - John Newton, attore statunitense
- 1965 - Fabio Nigro, dirigente sportivo e ex calciatore argentino
- 1965 - Danilo Pérez, pianista e compositore panamense
- 1965 - Luciana Santos, politica e ingegnera brasiliana
- 1966 - Jorge Arteaga, ex calciatore peruviano
- 1966 - Laurent Boudouani, ex pugile francese
- 1966 - Stefano Eranio, allenatore di calcio e ex calciatore italiano
- 1966 - Christian Kracht, scrittore e giornalista svizzero
- 1966 - Laurent Naveau, pilota motociclistico belga
- 1966 - Ben Nealon, attore britannico
- 1966 - Heimo Pfeifenberger, allenatore di calcio e ex calciatore austriaco
- 1967 - Chris Barnes, cantante e produttore discografico statunitense
- 1967 - Andreas Buck, ex calciatore tedesco
- 1967 - Henry Jones, ex giocatore di football americano statunitense
- 1967 - James McTeigue, regista australiano
- 1967 - Francesco Nepitello, autore di giochi italiano
- 1967 - Fabio Rainieri, politico italiano
- 1967 - Stefano Salvatori, calciatore e allenatore di calcio italiano († 2017)
- 1967 - Dirk Schuster, ex calciatore tedesco orientale
- 1967 - Evan Seinfeld, cantante e bassista statunitense
- 1967 - Kevin Toth, ex pesista statunitense
- 1967 - Thorsten Weidner, ex schermidore tedesco
- 1968 - Roberto Cevoli, allenatore di calcio e ex calciatore italiano
- 1968 - Peter Dzúrik, calciatore slovacco († 2010)
- 1968 - Albert Evans, ballerino e coreografo statunitense († 2015)
- 1968 - Stefano Ferronato, giocatore di curling italiano
- 1968 - Félix García Casas, dirigente sportivo e ex ciclista su strada spagnolo
- 1968 - Alessandro Gramigni, pilota motociclistico italiano
- 1968 - Li Bun-hui, ex tennistavolista nordcoreana
- 1968 - Georges Lignon, ex calciatore ivoriano
- 1968 - Sadat X, rapper statunitense
- 1968 - Carlo Ponti, direttore d'orchestra italiano
- 1968 - Peter Runggaldier, ex sciatore alpino italiano
- 1969 - Frediana Biasutti, giornalista italiana
- 1969 - Stefan Brijs, scrittore belga
- 1969 - Jennifer Ehle, attrice statunitense
- 1969 - Patrick Fischler, attore statunitense
- 1969 - Travis Ford, allenatore di pallacanestro e ex cestista statunitense
- 1969 - Jurgen van den Goorbergh, pilota motociclistico olandese
- 1969 - Roy Gumbs, ex calciatore anguillano
- 1969 - Michael Köllner, allenatore di calcio e dirigente sportivo tedesco
- 1969 - Lee So-ra, cantante sudcoreana
- 1969 - Allan McNish, ex pilota automobilistico britannico
- 1969 - José Antonio Noriega, ex calciatore messicano
- 1969 - Tomasz Tułacz, allenatore di calcio e ex calciatore polacco
- 1969 - Brendan Venter, ex rugbista a 15, medico e allenatore di rugby a 15 sudafricano
- 1969 - Nelė Žilinskienė, ex altista lituana
- 1970 - Dallas Austin, produttore discografico statunitense
- 1970 - Enrico Chiesa, ex calciatore italiano
- 1970 - Caterina De Marinis, ex pallavolista e ex giocatrice di beach volley italiana
- 1970 - Aled Jones, cantante, attore e conduttore televisivo gallese
- 1970 - Hryhorij Misjutin, ex ginnasta ucraino
- 1970 - Kevin Weisman, attore statunitense
- 1971 - Niclas Alexandersson, ex calciatore svedese
- 1971 - Emmanuele Baldini, violinista e direttore d'orchestra italiano
- 1971 - Federico Bergara, ex calciatore uruguaiano
- 1971 - Gianlorenzo Blengini, allenatore di pallavolo italiano
- 1971 - Jeroen Blijlevens, dirigente sportivo e ex ciclista su strada olandese
- 1971 - Dominic Dale, giocatore di snooker gallese
- 1971 - Danilo Lançoni Lacerda, ex giocatore di calcio a 5 brasiliano
- 1971 - Besnik Hasi, allenatore di calcio e ex calciatore albanese
- 1971 - Petra Miescher, politica liechtensteinese
- 1971 - Ottavio Palladini, allenatore di calcio e ex calciatore italiano
- 1971 - Brady Smith, attore statunitense
- 1972 - Jaromír Blažek, ex calciatore ceco
- 1972 - Luca Boschi, politico sammarinese
- 1972 - Francisco Castaño, ex calciatore spagnolo
- 1972 - Leonardo Colucci, allenatore di calcio e ex calciatore italiano
- 1972 - Andreas Dackell, ex hockeista su ghiaccio svedese
- 1972 - David Fumero, modello e attore cubano
- 1972 - Losseni Konaté, ex calciatore ivoriano
- 1972 - Jason Kreis, allenatore di calcio e ex calciatore statunitense
- 1972 - Jude Law, attore britannico
- 1972 - Enrique Martín Sánchez, ex calciatore spagnolo
- 1972 - Leonor Varela, attrice e modella cilena
- 1972 - Vic, conduttore radiofonico italiano
- 1973 - Alessandra Magnaguagno, ex calciatrice e ex giocatrice di calcio a 5 italiana
- 1973 - Musa Otieno, ex calciatore keniota
- 1973 - Henry Paulino, ex cestista dominicano
- 1973 - Pimp C, rapper e produttore discografico statunitense († 2007)
- 1973 - Christophe Rinero, ex ciclista su strada francese
- 1973 - Vince Rockland, attore pornografico statunitense
- 1973 - Īlias Sapanīs, ex calciatore greco
- 1973 - Sandro Trevisan, ex cestista italiano
- 1974 - Tomasz Bobel, ex calciatore polacco
- 1974 - Dagmar Damková, ex arbitro di calcio ceca
- 1974 - Papa Malick Diop, ex calciatore senegalese
- 1974 - Maria Dizzia, attrice statunitense
- 1974 - Andrine Flemmen, ex sciatrice alpina norvegese
- 1974 - Heather French, modella statunitense
- 1974 - Twinkle Khanna, attrice, scrittrice e produttrice cinematografica indiana
- 1974 - Mekhi Phifer, attore e rapper statunitense
- 1974 - Ryan Shore, compositore canadese
- 1974 - Evgenij Tarelkin, cosmonauta russo
- 1975 - Cosmas Banda, ex calciatore zambiano
- 1975 - Patrick Bettoni, allenatore di calcio e ex calciatore svizzero
- 1975 - Corina Grünenfelder, ex sciatrice alpina svizzera
- 1975 - Albert van der Haar, allenatore di calcio e calciatore olandese
- 1975 - Shawn Hatosy, attore statunitense
- 1975 - Márcio da Silva Dornelles, ex cestista brasiliano
- 1975 - Jana Stejskalová, ex cestista ceca
- 1975 - Shinji Ōtsuka, allenatore di calcio e ex calciatore giapponese
- 1976 - Claudio Calia, fumettista italiano
- 1976 - Steve Cooreman, ex calciatore belga
- 1976 - Dome Karukoski, regista finlandese
- 1976 - John Kelai, ex maratoneta keniota
- 1976 - Clara Khoury, attrice palestinese
- 1976 - Mouna Khriji, ex cestista tunisina
- 1976 - Filip Kuba, ex hockeista su ghiaccio ceco
- 1976 - Danny McBride, attore, sceneggiatore e produttore cinematografico statunitense
- 1976 - Sandee, cantante svizzera
- 1977 - Arcëm Čėljadzinski, ex calciatore bielorusso
- 1977 - Florence Ezeh, ex martellista togolese
- 1977 - Benjamin Griveaux, politico francese
- 1977 - Vesna Györkös Žnidar, politica slovena
- 1977 - Amber Hall, ex cestista canadese
- 1977 - Sandra Hälldahl, ex sciatrice alpina svedese
- 1977 - David Kiptoo Kirui, ex maratoneta keniota
- 1977 - Tuomo Könönen, ex calciatore finlandese
- 1977 - Andrij Kotel'nyk, ex pugile ucraino
- 1977 - Katherine Moennig, attrice statunitense
- 1977 - Kira Nagy, ex tennista ungherese
- 1977 - Christin Petelski, ex nuotatrice canadese
- 1977 - Keyeno Thomas, calciatore trinidadiano
- 1977 - Gregor Šparovec, ex sciatore alpino sloveno
- 1978 - Victor Agali, ex calciatore nigeriano
- 1978 - Alexis Amore, modella e ex attrice pornografica peruviana
- 1978 - Noriko Aoyama, attrice giapponese
- 1978 - Aldo Birchall, allenatore di rugby a 15 e ex rugbista a 15 italiano
- 1978 - Alejandro Campano, ex calciatore spagnolo
- 1978 - Benjamin Cuntapay, wrestler statunitense
- 1978 - Kieron Dyer, ex calciatore inglese
- 1978 - Ennis Esmer, attore canadese
- 1978 - Danny Higginbotham, ex calciatore inglese
- 1978 - Ali Hillis, attrice statunitense
- 1978 - Ibra Kébé, ex calciatore senegalese
- 1978 - Kim Hyang-min, fumettista sudcoreano
- 1978 - Jana Kirschner, cantante slovacca
- 1978 - Hélène Laporte, politica francese
- 1978 - Cristian Raúl Ledesma, allenatore di calcio e ex calciatore argentino
- 1978 - LaToya London, cantante e attrice statunitense
- 1978 - Gillian Norris, danzatrice irlandese
- 1978 - Clara Porchetto, nuotatrice artistica italiana
- 1978 - André Pretorius, ex rugbista a 15 sudafricano
- 1978 - Christian Saba, ex calciatore ghanese
- 1978 - Angelo Taylor, ostacolista e velocista statunitense
- 1978 - Rob Wielaert, ex calciatore olandese
- 1979 - Alfonso Bassave, attore spagnolo
- 1979 - Kevin Bentley, ex giocatore di football americano statunitense
- 1979 - Sof'ja Guljak, pianista russa
- 1979 - Sam Hoskin, ex cestista statunitense
- 1979 - John Hutchinson, allenatore di calcio e ex calciatore australiano
- 1979 - Diego Luna, attore, regista e produttore cinematografico messicano
- 1979 - Steve Ramon, pilota motociclistico belga
- 1979 - Justin Roberts, annunciatore televisivo statunitense
- 1979 - Mark Sinyangwe, calciatore zambiano († 2011)
- 1979 - Liesbet Vindevoghel, ex pallavolista belga
- 1979 - Maxime Zianveni, ex cestista e allenatore di pallacanestro francese
- 1980 - Marc Botenga, politico belga
- 1980 - Yvonne Bönisch, ex judoka tedesca
- 1980 - Carlos Rodrigues Corrêa, ex calciatore brasiliano
- 1980 - Mailyn González, schermitrice cubana
- 1980 - DeeAndre Hulett, ex cestista statunitense
- 1980 - Eerik Jago, pallavolista estone
- 1980 - Jori Mørkve, ex biatleta norvegese
- 1980 - Anna Laura Orrico, politica italiana
- 1980 - Carolina Pantani, ex cestista italiana
- 1980 - Henrik Stehlik, ginnasta tedesco
- 1980 - Nesli, cantautore, rapper e produttore discografico italiano
- 1980 - Terrance Thomas, ex cestista statunitense
- 1980 - Dorus de Vries, ex calciatore olandese
- 1981 - Shizuka Arakawa, ex pattinatrice artistica su ghiaccio giapponese
- 1981 - Giovanna Di Rauso, attrice e cantante italiana
- 1981 - Ericka Dunlap, modella statunitense
- 1981 - Paul Heffernan, ex calciatore irlandese
- 1981 - Natalia Jiménez, cantautrice spagnola
- 1981 - Allan Kamanga, calciatore malawiano
- 1981 - Charlotte Riley, attrice britannica
- 1981 - Alice Rohrwacher, regista, sceneggiatrice e montatrice italiana
- 1981 - Aki Ulander, ex cestista finlandese
- 1981 - Erik Vlček, canoista slovacco
- 1981 - Vjatšeslav Zahovaiko, ex calciatore estone
- 1982 - Mirko Barbagli, ex calciatore italiano
- 1982 - Marko Baša, ex calciatore montenegrino
- 1982 - Alison Brie, attrice statunitense
- 1982 - Elena Cassani, dirigente sportiva e ex calciatrice italiana
- 1982 - Florian Guillou, ex ciclista su strada francese
- 1982 - Noriaki Kinoshita, giocatore di football americano giapponese
- 1982 - Diego Maínz, ex calciatore spagnolo
- 1982 - Saija Sirviö, hockeista su ghiaccio finlandese
- 1982 - Teresa Tavares, attrice portoghese
- 1982 - Larry Turner, ex cestista statunitense
- 1983 - Jessica Andrews, cantante statunitense
- 1983 - Iván Cambar, sollevatore cubano
- 1983 - Dereck Chisora, pugile zimbabwese
- 1983 - Davi Banda, ex calciatore malawiano
- 1983 - Jonny Fa'amatuainu, rugbista a 15 neozelandese
- 1983 - Giovanni La Camera, ex calciatore italiano
- 1983 - Nicholas Muri, ex calciatore salomonese
- 1983 - Omari Peterkin, ex cestista americo-verginiano
- 1983 - John Paul Rodrigues, ex calciatore statunitense
- 1983 - Jason Snelling, giocatore di football americano statunitense
- 1983 - Leandro Messias dos Santos, ex calciatore brasiliano
- 1984 - Ibrahim Babatunde, ex calciatore nigeriano
- 1984 - Alan Branch, ex giocatore di football americano statunitense
- 1984 - Chris Horton, ex giocatore di football americano e allenatore di football americano statunitense
- 1984 - Branden Jacobs-Jenkins, drammaturgo statunitense
- 1984 - Gionata Mingozzi, calciatore italiano († 2008)
- 1984 - Prisilla Rivera, pallavolista dominicana
- 1984 - Patricio Rodríguez Localzo, cestista argentino
- 1984 - Sean Ali Stone, regista, attore e produttore cinematografico statunitense
- 1984 - Julius Ubido, ex calciatore nigeriano
- 1984 - Ushan Çakır, attore turco
- 1985 - Kassim Bizimana, ex calciatore burundese
- 1985 - Matteo Cocco, direttore della fotografia italiano
- 1985 - Licia Corradini, ex cestista italiana
- 1985 - Trustin Farrugia Cann, arbitro di calcio maltese
- 1985 - Tasha Humphrey, ex cestista statunitense
- 1985 - Patrick Kavanagh, ex calciatore irlandese
- 1985 - Nicolas Limbach, schermidore tedesco
- 1985 - Tin Tokić, ex pallamanista croato
- 1985 - Wang Ji-hye, attrice sudcoreana
- 1986 - Colin Brittain, cantautore, musicista e produttore discografico statunitense
- 1986 - Ilie Cebanu, ex calciatore moldavo
- 1986 - Chris Creveling, pattinatore di short track statunitense
- 1986 - Terese Fredenwall, cantante svedese
- 1986 - Katie Sheridan, attrice inglese
- 1986 - Sanžar Tursunov, calciatore uzbeko
- 1987 - João Pedro Azevedo Silva, ex calciatore portoghese
- 1987 - Nadežda Bažina, tuffatrice russa
- 1987 - Katie Blair, modella statunitense
- 1987 - John Brayford, ex calciatore inglese
- 1987 - Daan Breeuwsma, pattinatore di short track olandese
- 1987 - Steve Davies, ex calciatore inglese
- 1987 - Iain De Caestecker, attore scozzese
- 1987 - Vanderley Dias Marinho, calciatore brasiliano
- 1987 - Micol Di Segni, artista marziale mista e modella italiana
- 1987 - Iva Grbas, ex cestista croata
- 1987 - Daouda Kamilou, ex calciatore nigerino
- 1987 - Mario Little, cestista statunitense
- 1987 - Jennifer Pazmiño, modella ecuadoriana
- 1987 - Emile Sinclair, ex calciatore inglese
- 1987 - Lucas Trejo, calciatore argentino
- 1987 - Sean Weatherspoon, giocatore di football americano statunitense
- 1988 - Eric Berry, giocatore di football americano statunitense
- 1988 - Josef Ferstl, ex sciatore alpino tedesco
- 1988 - Silvia Fondriest, ex pallavolista italiana
- 1988 - Gerard Gohou, calciatore ivoriano
- 1988 - Michaela Kocianová, modella slovacca
- 1988 - Ihor Kovalenko, scacchista ucraino
- 1988 - Juan Mauri, ex calciatore argentino
- 1988 - Rebecca Perry, pallavolista e giocatrice di beach volley statunitense
- 1988 - Jerry Prempeh, calciatore ghanese
- 1988 - Christen Press, calciatrice statunitense
- 1988 - Apostolos Skondras, calciatore greco
- 1988 - Lynn Styles, attrice irlandese
- 1988 - Ágnes Szávay, ex tennista ungherese
- 1988 - Ivan Tverdovskij, regista russo
- 1988 - Serghei Țvetcov, ex ciclista su strada moldavo
- 1988 - Shane Victor, velocista sudafricano
- 1989 - Ofosu Appiah, ex calciatore ghanese
- 1989 - Drew Barham, ex cestista statunitense
- 1989 - Travis Benjamin, giocatore di football americano statunitense
- 1989 - Cecilia Carranza, velista argentina
- 1989 - Lassana Diarra, ex calciatore maliano
- 1989 - Pardison Fontaine, rapper e paroliere statunitense
- 1989 - Khalid Karami, ex calciatore olandese
- 1989 - Josh Kline, giocatore di football americano statunitense
- 1989 - Jane Levy, attrice statunitense
- 1989 - Julio Nava, calciatore messicano
- 1989 - Kei Nishikori, tennista giapponese
- 1989 - Renan Oliveira, calciatore brasiliano
- 1989 - Sibusiso Vilakazi, calciatore sudafricano
- 1990 - Chiara Cini, schermitrice italiana
- 1990 - Nathaniel Curtis, attore e doppiatore britannico
- 1990 - Tommaso D'Orsogna, nuotatore australiano
- 1990 - Charles Folly Ayayi, calciatore togolese
- 1990 - Sofiane Hanni, calciatore francese
- 1990 - Erik Jonvik, ex calciatore e giocatore di calcio a 5 norvegese
- 1990 - Richard Smallwood, calciatore inglese
- 1991 - Lassana Camará, calciatore guineense
- 1991 - Steven Caulker, calciatore sierraleonese
- 1991 - Jordan Clark, ballerina e attrice canadese
- 1991 - Giancarlo Commare, attore italiano
- 1991 - John Lennon Silva Santos, calciatore brasiliano
- 1991 - Gabriel Olaseni, cestista britannico
- 1991 - Laura Partenio, pallavolista italiana
- 1991 - Joseph Randle, giocatore di football americano statunitense
- 1991 - Maria Zreik, attrice palestinese
- 1991 - Petra Záplatová, cestista ceca
- 1992 - Mohammed Khalvan, calciatore emiratino
- 1992 - Buse Arslan, attrice turca
- 1992 - Anthony Baron, calciatore francese
- 1992 - Oz Blayzer, cestista israeliano
- 1992 - Cristian Buonaiuto, calciatore italiano
- 1992 - Jurgen Goxha, calciatore albanese
- 1992 - Bəxtiyar Həsənalızadə, calciatore azero
- 1992 - Nikolina Lončar, modella montenegrina
- 1992 - Matīss Miknis, bobbista lettone
- 1992 - Ruslan Murašov, pattinatore di velocità su ghiaccio russo
- 1992 - Elhad Nəziri, allenatore di calcio e ex calciatore azero
- 1992 - Théophile Onfroy, canottiere francese
- 1992 - Mislav Oršić, calciatore croato
- 1992 - Willie Smit, ciclista su strada sudafricano
- 1992 - Brianté Weber, cestista statunitense
- 1993 - Terry Allen, cestista statunitense
- 1993 - Francesca Bertoni, siepista e mezzofondista italiana
- 1993 - Constantin Bogdan, ex calciatore moldavo
- 1993 - Jehu Chesson, giocatore di football americano statunitense
- 1993 - Sam Craigie, giocatore di snooker inglese
- 1993 - Ivona Dadic, multiplista austriaca
- 1993 - Di Dongdong, atleta paralimpico cinese
- 1993 - Aljaž Ivačič, calciatore sloveno
- 1993 - Marvin Jones, cestista statunitense
- 1993 - Octávio Merlo Manteca, calciatore brasiliano
- 1993 - Xhuljo Mehmeti, calciatore albanese
- 1993 - Moeko Nagaoka, cestista giapponese
- 1993 - Kalan Reed, giocatore di football americano statunitense
- 1993 - Jan Sýkora, calciatore ceco
- 1993 - Tauã, calciatore brasiliano
- 1993 - Sébastien Thill, calciatore lussemburghese
- 1993 - Tony Watt, calciatore scozzese
- 1994 - Bryan Alberts, cestista statunitense
- 1994 - Róbert Fritsch, lottatore ungherese
- 1994 - Lennard Hofstede, ex ciclista su strada olandese
- 1994 - Piotr Krawczyk, calciatore polacco
- 1994 - Bohdan Myšenko, calciatore ucraino
- 1994 - Lucas Rangel Nunes Gonçalves, calciatore brasiliano
- 1994 - Louis Schaub, calciatore tedesco
- 1994 - Keiya Sentō, calciatore giapponese
- 1994 - Naomi Sequeira, attrice e cantante australiana
- 1994 - Matthias Tanno, giocatore di football americano svizzero
- 1994 - Filip Zegzuła, cestista polacco
- 1994 - Kako di Akishino, principessa giapponese
- 1995 - Nicole Colombi, marciatrice italiana
- 1995 - Myles Garrett, giocatore di football americano statunitense
- 1995 - Phoutthasay Khochalern, calciatore laotiano
- 1995 - Ogana Louis, calciatore nigeriano
- 1995 - Ross Lynch, attore, cantautore e musicista statunitense
- 1995 - Leandro Maciel, calciatore argentino
- 1995 - Kirill Prigoda, nuotatore russo
- 1995 - Yannick Semedo, calciatore capoverdiano
- 1995 - Britt Vanhamel, calciatrice belga
- 1995 - Fabrice Yao, calciatore ivoriano
- 1995 - Christian Zillekens, pentatleta tedesco
- 1996 - Deishuan Booker, cestista statunitense
- 1996 - Jules Burnotte, ex biatleta canadese
- 1996 - Arthur Cissé, velocista ivoriano
- 1996 - Carlos Miguel Coronel, calciatore brasiliano
- 1996 - Kendra Dahlke, pallavolista e allenatrice di pallavolo statunitense
- 1996 - Óscar Estupiñán, calciatore colombiano
- 1996 - Roberto Gallinat, cestista statunitense
- 1996 - Diego García, calciatore uruguaiano
- 1996 - Ryan Mikesell, cestista statunitense
- 1996 - Dylan Minnette, attore, musicista e cantante statunitense
- 1996 - Anna Rupprecht, saltatrice con gli sci tedesca
- 1996 - Jonathan Torres, calciatore argentino
- 1997 - Stone Forsythe, giocatore di football americano statunitense
- 1997 - Amantur Ismailov, lottatore kirghiso
- 1997 - Felix Keisinger, skeletonista tedesco
- 1997 - Vasilij Mizinov, marciatore russo
- 1997 - Aimee Richardson, attrice britannica
- 1997 - Filippo Sgarbi, calciatore italiano
- 1997 - Bob Straetman, calciatore belga
- 1997 - Tomoki Takamine, calciatore giapponese
- 1997 - Terence Vancooten, calciatore guyanese
- 1997 - Michael Vogt, bobbista svizzero
- 1998 - Paris Berelc, attrice e modella statunitense
- 1998 - Carlo Casap, calciatore rumeno
- 1998 - Seamus Davey-Fitzpatrick, attore statunitense
- 1998 - Jessika Gbai, velocista statunitense
- 1998 - Jayvon Graves, cestista statunitense
- 1998 - Mark Harris, calciatore gallese
- 1998 - Cameron MacPherson, calciatore scozzese
- 1998 - Victor Osimhen, calciatore nigeriano
- 1998 - Kalpi Ouattara, calciatore ivoriano
- 1998 - Harry Pickering, calciatore inglese
- 1998 - Aisha Rocek, canottiera italiana
- 1998 - Patrick Rocek, canottiere italiano
- 1998 - Galin Smith, cestista statunitense
- 1998 - Brandon Thomas-Asante, calciatore ghanese
- 1998 - Emily Willis, ex attrice pornografica argentina
- 1999 - Darian Kinnard, giocatore di football americano statunitense
- 1999 - Bojan Radulović, calciatore spagnolo
- 1999 - Rosina Randafiarison, sollevatrice malgascia
- 1999 - Luca Rastelli, ciclista su strada italiano
- 1999 - Andreas Skov Olsen, calciatore danese
- 1999 - Laura Sondore, calciatrice lettone
- 1999 - Francisco Trincão, calciatore portoghese
- 1999 - Miloš Zličić, calciatore serbo
- 1999 - Artem Čeljadin, calciatore ucraino
- 2000 - Umberto Bronzo, pallamanista italiano
- 2000 - Sebastian Kolze Changizi, ciclista su strada danese
- 2000 - Orkun Kökçü, calciatore olandese
- 2000 - Mateo Maccari, calciatore argentino
- 2000 - Woody Marks, giocatore di football americano statunitense
- 2000 - Alex Quinn, pilota automobilistico britannico
- 2000 - Julio Rodriguez, giocatore di baseball dominicano
- 2000 - Amandha Sylves, pallavolista francese
- 2000 - Eliot Vassamillet, cantante belga
- 2000 - Bernardo Vital, calciatore portoghese
- 2000 - Pavel Šulc, calciatore ceco

## XXI secolo(18)
- 2001 - Angela Dugalić, cestista serba
- 2001 - Mathilde Harviken, calciatrice norvegese
- 2001 - Nemanja Popović, cestista serbo
- 2001 - Gilson Tavares, calciatore capoverdiano
- 2001 - Keye van der Vuurst de Vries, cestista olandese
- 2002 - Hanna Aronsson Elfman, sciatrice alpina svedese
- 2002 - Jarquez Hunter, giocatore di football americano statunitense
- 2002 - Daniel dos Santos, calciatore portoghese
- 2003 - Gilberto Batista, calciatore guineense
- 2004 - Issam Asinga, velocista surinamese
- 2004 - Tommaso De Luca, hockeista su ghiaccio italiano
- 2004 - Emanuel Zünd, calciatore liechtensteinese
- 2005 - Davide Bartesaghi, calciatore italiano
- 2006 - Ethan Mbappé, calciatore francese
- 2006 - Brian Musau, mezzofondista keniota
- 2007 - Gout Gout, velocista australiano
- 2008 - Chen Yujie, velocista cinese
- 2008 - Ayda Salepcioğlu, nuotatrice artistica turca

## Senza anno specificato(1)
- Gebre Menfes Kidus, monaco cristiano egiziano